# Spark Bridge
Spark Bridge – wieś w Anglii, w Kumbrii. Leży 72 km na południe od miasta Carlisle i 363 km na północny zachód od Londynu.